# Indykowate
Indyki, indykowate (Meleagrididae) – wyróżniana dawniej rodzina ptaków z rzędu grzebiących; w niektórych ujęciach systematycznych traktowana jako podrodzina (Meleagridinae) w rodzinie kurowatych (Phasianidae). Obecnie indyki zaliczane są do podrodziny bażantów w rodzinie kurowatych. Indyki to gatunki grzebiące, zamieszkujące środkową i południową część Ameryki Północnej. Udomowiona forma indyka (M. gallopavo gallopavo var. domesticus) jako ptak hodowlany występuje kosmopolitycznie. Ptaki te charakteryzują się następującymi cechami:
- masa 3–11 kg
- głowa i góra szyi naga, pokryta brodawkowatą skórą w kolorze niebieskim i czerwonym
- samce wyraźnie większe, o nieco jaskrawszym ubarwieniu, posiadają na nogach ostrogi, na szyi dobrze rozwinięte korale oraz dobrze widoczny pędzel
- dobrzy biegacze
- latają dobrze, lecz niechętnie
- większość dnia spędzają na ziemi, ale nocują na drzewach
- zamieszkują lasy i ich obrzeża
- oba gatunki są poligamiczne
- tokujący samiec przybiera charakterystyczną pozę, rozkładając wachlarzowaty ogon; jednocześnie brodawki i korale na głowie i szyi nabrzmiewają
- głos stanowi charakterystyczne gulgotanie
- gniazdo na ziemi; często budują je, składają w nim jaja i wspólnie je wysiadują dwie samice
- wyprowadza jeden lęg w roku
- w zniesieniu 4 do 17 jaj
- w okresie lęgowym osiadłe, poza nim koczują
- pożywienie stanowią rośliny uzupełniane drobnymi zwierzętami.

Do rodziny zaliczano jeden rodzaj obejmujący dwa gatunki:
- Rodzaj: Meleagris
  - indyk (Meleagris gallopavo)
  - indyk pawi (Meleagris ocellata)